# Международна банка за икономическо сътрудничество
Международната банка за икономическо сътрудничество, съкратено МБИС (на руски: Международный банк экономического сотрудничества, МБЭС), със седалище в Москва е учредена през 1963 г. за съдействие на търговията и задълбочаването на икономическото сътрудничество главно между социалистическите страни от Съвета за икономическа взаимопомощ.
Уставният капитал съставлява 400 млн. евро.

## Управление
Висшият орган на управление на банката е Съветът, който се състои от представители на всички държави членки на банката. Всяка страна има 1 глас независимо от размера на нейния дял в капитала на банката. Решенията се считат за приети при пълно единодушие на страните-членки.
Изпълнителният орган на банката е Управителният съвет.

## Членове
| Първоначално:                                | Понастоящем:                      |
| Народна република България                   | —                                 |
| Унгарска народна република                   | —                                 |
| Демократична република Виетнам               | Социалистическа република Виетнам |
| Германска демократична република             | —                                 |
| Република Куба                               | —                                 |
| Монголска народна република                  | Монголия                          |
| Полска народна република                     | —                                 |
| Съюз на съветските социалистически републики | Руска федерация                   |
| Румънска народна република                   | —                                 |
| Чехословашка социалистическа република       | —                                 |
| Чехословашка социалистическа република       | —                                 |

## История
Банката е учредена в съответствие със Споразумението за многостранни разплащания в преводни рубли и организация на МБИС от 22 октомври 1963 г. Членове на банката са били: България, Унгария, ГДР, Монголия, Полша, Румъния, СССР, Чехословакия и Куба.
Уставният капитал на МБИС първоначално е определен на 300 млн. преводни рубли. Квотите на страните-членки в капитала са установени според обема на експорта в тяхната взаимна търговия.
До началото на 1990-те години МБИС осъществява междудържавните разплащания по външнотърговските операции между влизащите в него страни.
Същевременно МБИС кредитира взаимните външнотърговски доставки. Обемът на операциите на МБИС по онова време съставлява около 3 млрд. щатски долара.
За периода 1964-1990 г. получената от банката печалба съставлява повече от 1 млрд. ЕКЮ. Приблизително 44 % от печалбата, от която около 1/3 е в свободно конвертируема валута, е разпределена между страните-членки на МБИС. Сумата на разпределената печалба 3 пъти превишава вноските на страните-членки в уставния капитал.
След прекратяването на функционирането на Съвета за икономическа взаимопомощ банката продължава да работи в пазарни условия. Приоритетни направления на дейността на МБИС остават финансиране на външната търговия и обслужване на контрагентите, с предимство от страните-членки на банката.